# Santa Fe Apartments
Los Santa Fe Apartments eran un edificio de apartamentos ubicado en Detroit, la ciudad más poblada del estado deMíchigan. El edificio fue incluido en el Registro Nacional de Lugares Históricos en 1986 y posteriormente demolido por la Universidad Estatal de Wayne; el sitio es ahora la ubicación del Yousif B. Ghafari Hall.

## Historia y significado

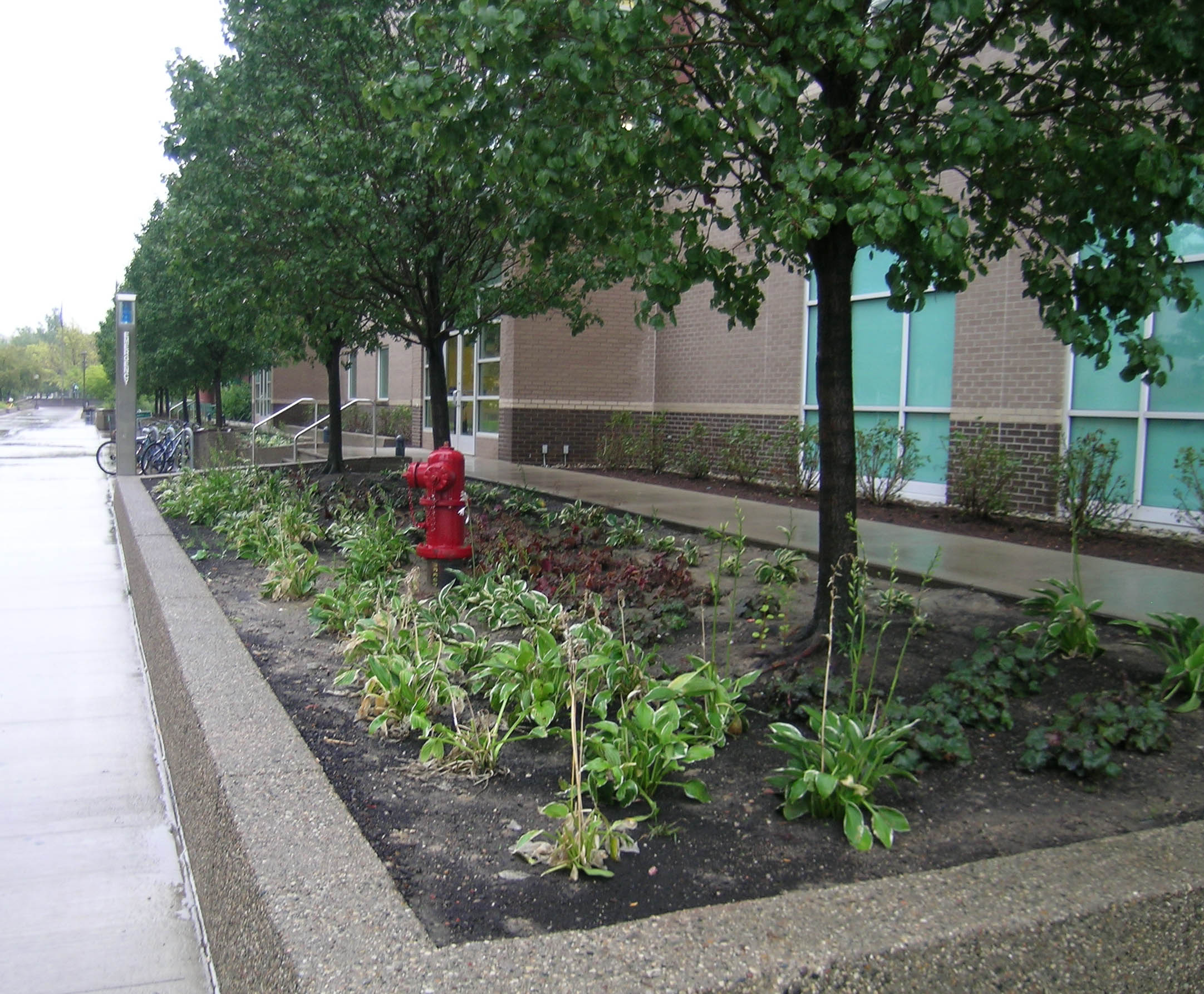
Sitio donde se encontraban de los antiguos Santa Fe Apartments

El Santa Fe Apartments fue construido en 1925 por 95 000 dólares. El edificio fue un buen ejemplo de los estilos misión y neocolonial español, que se usaron con frecuencia para hogares y edificios religiosos, pero rara vez en vivienda de unidades múltiples. El edificio fue diseñado por los arquitectos F. William Wiedmaier y John B. Gay, y construido por Harry Dunitz. Fue comprado por la Universidad Estatal de Wayne en la década de 1950 y se utilizó como residencias estudiantes hasta su demolición en 1996.

## Descripción
El Santa Fe Apartments era un edificio de apartamentos de cinco pisos, que medía 13,7 m por 37 m, construido con ladrillos, tejas y piedra gris, con abundantes detalles arquitectónicos en la fachada frontal. Tenía un techo predominantemente plano, pero con un aguilón prominente en la parte delantera. Los elementos verticales en la fachada fueron creados por columnas rectangulares y ventanas altas y estrechas en los pisos superiores. El exterior también presentaba molduras, un frontón de volutas roto sobre el segundo nivel y barandas decorativas. Los lados estaban entretejidos y los ladrillos decorativos y los azulejos adornaban las chimeneas. La entrada estaba flanqueada a cada lado por una columna en espiral con tallas de tipo clásico justo debajo del capitel.
Tanto la arquitectura de misión como la neocolonial española generalmente reciben un tratamiento de estuco. Sin embargo, los Santa Fe Apartments se enfrentaron con baldosas de piedra gris con delgadas juntas de mortero en el medio. El techo se formó con un parapeto distintivo de estilo misión, y el techo a dos aguas en el frente estaba cubierto con tejas rojas. El edificio tenía 38 apartamentos.